# 鲁特 (滨海塞纳省)
鲁特（法語：Routes，法語發音：[ʁut]）是法国滨海塞纳省的一个市镇，属于鲁昂区。

## 地理
鲁特（49°43'49"N, 0°44'37"E）面积4.47 平方千米，位于法国诺曼底大区滨海塞纳省，该省份为法国北部沿海省份，其西部及北部濒大西洋英吉利海峡，东起顺时针与索姆省、瓦兹省、厄尔省和卡爾瓦多斯省接壤。
与鲁特接壤的市镇（或旧市镇、城区）包括：杜德维尔、沃维尔莱凯勒。

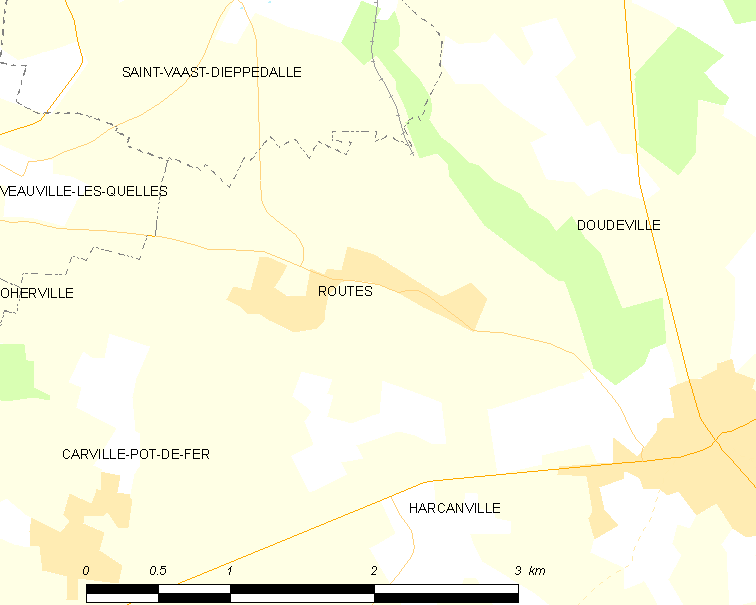
的OSM定位图

鲁特的时区为UTC+01:00、UTC+02:00（夏令时）。

## 行政
鲁特的邮政编码为76560，INSEE市镇编码为76542。

## 政治
鲁特所属的省级选区为伊沃托县。

## 人口

1962-2008年间人口变化图示

鲁特于2022年1月1日时的人口数量为286人。